# Liste der denkmalgeschützten Objekte in Sankt Veit in der Südsteiermark
Die Liste der denkmalgeschützten Objekte in Sankt Veit in der Südsteiermark enthält die 28 denkmalgeschützten, unbeweglichen Objekte der Gemeinde Sankt Veit in der Südsteiermark im steirischen Bezirk Leibnitz.

## Denkmäler
| Foto |                 | Denkmal                                                                            | Standort                                                             | Beschreibung | Metadaten |
| ---- | --------------- | ---------------------------------------------------------------------------------- | -------------------------------------------------------------------- | --- | --- |
| ja   | Datei hochladen | Ortskapelle HERIS-ID: 69913 Objekt-ID: 83008                                       | bei Kapellenweg 5 Standort KG: Labuttendorf                          | | BDA-Hist.: Q38123478 Status: § 2a Stand der BDA-Liste: 2025-06-30 Name: Ortskapelle GstNr.: .34 |
| ja   | Datei hochladen | Hügelgräberfeld Neutersdorfer Wald „Ochsenhalt“ HERIS-ID: 112259 Objekt-ID: 130334 | Neutersdorfer Wald Standort KG: Labuttendorf                         | Das seit 1861 bekannte Hügelgräberfeld ist mit ca. 90 Objekten eines der größtes der Steiermark. Das Gelände hat eine ungewöhnliche, schmale und langgestreckte Form, die vielleicht einer römerzeitlichen Straße folgt. Münzfunde erlauben auch, das Hügelgräberfeld als römerzeitlich einzuordnen. Anmerkung: Unmittelbare südliche Fortsetzung von 37426. | BDA-Hist.: Q37830100 Status: Bescheid Stand der BDA-Liste: 2025-06-30 Name: Hügelgräberfeld Neutersdorfer Wald „Ochsenhalt“ GstNr.: 440, 447/1, 447/2, 447/4, 447/5, 447/6, 447/7, 447/8, 447/38               |
| BW   | Datei hochladen | Hügelgräberfeld Ochsenhalt in Labuttendorf HERIS-ID: 37426seit 2024                | Neutersdorfer Wald Standort KG: Labuttendorf                         | siehe obigen Eintrag Anmerkung: Unmittelbare nördliche Fortsetzung von 112259. | BDA-Hist.: Q126122400 Status: Bescheid Stand der BDA-Liste: 2025-06-30 Name: Hügelgräberfeld Ochsenhalt in Labuttendorf GstNr.: 446/6, 447/11, 447/20, 447/10, 447/14                                          |
| ja   | Datei hochladen | Ortskapelle HERIS-ID: 69928 Objekt-ID: 83023                                       | bei Sonnenstraße 19 Standort KG: Lind                                | | BDA-Hist.: Q38123532 Status: § 2a Stand der BDA-Liste: 2025-06-30 Name: Ortskapelle GstNr.: .12 Ortskapelle Lind                                                                                               |
| ja   | Datei hochladen | Ortskapelle HERIS-ID: 69922 Objekt-ID: 83017                                       | bei Lipsch 21 Standort KG: Lipsch                                    | | BDA-Hist.: Q38123512 Status: § 2a Stand der BDA-Liste: 2025-06-30 Name: Ortskapelle GstNr.: 148 |
| ja   | Datei hochladen | Pest- /Dreifaltigkeitssäule HERIS-ID: 9539 Objekt-ID: 5514                         | Standort KG: Perbersdorf bei St. Veit                                | | BDA-Hist.: Q38039284 Status: § 2a Stand der BDA-Liste: 2025-06-30 Name: Pest- /Dreifaltigkeitssäule GstNr.: 1114/2 Pestsäule Perbersdorf bei St. Veit                                                          |
| ja   | Datei hochladen | Hügelgräberfeld Sugaritzwald-Tiergarten HERIS-ID: 11909 Objekt-ID: 8030            | Sugaritzwald-Tiergarten Standort KG: Pichla                          | Das seit dem 19. Jahrhundert bekannte Hügelgräberfeld umfasst ca. 70 Objekte, nicht wenige waren Raubgrabungen unterworfen. Anfang der 1960er wurde zudem eine römerzeitliche Inschriftentafel gefunden. | BDA-Hist.: Q38116459 Status: Bescheid Stand der BDA-Liste: 2025-06-30 Name: Hügelgräberfeld Sugaritzwald-Tiergarten GstNr.: 499, 509/18, 509/20, 509/23, 509/24, 509/21, 509/22                                |
| ja   | Datei hochladen | Ortskapelle HERIS-ID: 69756 Objekt-ID: 82844                                       | bei Leitersdorf 42 Standort KG: St. Nikolai ob Draßling              | | BDA-Hist.: Q38123096 Status: § 2a Stand der BDA-Liste: 2025-06-30 Name: Ortskapelle GstNr.: .213 |
| ja   | Datei hochladen | Ortskapelle Rothüttl HERIS-ID: 69755 Objekt-ID: 82843                              | bei Mirnsdorf 60 Standort KG: St. Nikolai ob Draßling                | | BDA-Hist.: Q38123087 Status: § 2a Stand der BDA-Liste: 2025-06-30 Name: Ortskapelle Rothüttl GstNr.: .211 |
| ja   | Datei hochladen | Figurenbildstock HERIS-ID: 69750 Objekt-ID: 82838                                  | Rauchweg Standort KG: St. Nikolai ob Draßling                        | | BDA-Hist.: Q38123076 Status: § 2a Stand der BDA-Liste: 2025-06-30 Name: Figurenbildstock GstNr.: 2195/9 |
| ja   | Datei hochladen | Ehem. Pfarrhof und Wirtschaftsgebäude HERIS-ID: 51872 Objekt-ID: 57681             | Sankt Nikolai ob Draßling 5 Standort KG: St. Nikolai ob Draßling     | Der ehemalige Pfarrhof wurde 1791 erbaut. | BDA-Hist.: Q38048002 Status: Bescheid Stand der BDA-Liste: 2025-06-30 Name: Ehem. Pfarrhof und Wirtschaftsgebäude GstNr.: 1                                                                                    |
| ja   | Datei hochladen | Kath. Pfarrkirche hl. Nikolaus HERIS-ID: 51873 Objekt-ID: 57682                    | bei Sankt Nikolai ob Draßling 6 Standort KG: St. Nikolai ob Draßling | Die vor allem durch den barocken Umbau im Jahr 1772 geprägte Pfarrkirche reicht im Kern noch in die Romanik zurück. Das einjochige Langhaus weist eine längsgerichtete Flachkuppel auf. Der quadratische Turm an der Westseite wurde 1872 angebaut. Die Einrichtung ist zur Gänze im Stil der Neorenaissance. | BDA-Hist.: Q38048004 Status: § 2a Stand der BDA-Liste: 2025-06-30 Name: Kath. Pfarrkirche hl. Nikolaus GstNr.: .49 Kirche Nikolaus von Myra (Sankt Nikolai ob Draßling)                                        |
| ja   | Datei hochladen | Bildstock Pestkreuz HERIS-ID: 69790 Objekt-ID: 82878                               | Standort KG: St. Nikolai ob Draßling                                 | | BDA-Hist.: Q38123171 Status: § 2a Stand der BDA-Liste: 2025-06-30 Name: Bildstock Pestkreuz GstNr.: 2195/24 |
| ja   | Datei hochladen | Gasthaus HERIS-ID: 37425 Objekt-ID: 36562                                          | Am Kirchplatz 1 Standort KG: St. Veit am Vogau                       | | BDA-Hist.: Q37975525 Status: Bescheid Stand der BDA-Liste: 2025-06-30 Name: Gasthaus GstNr.: .60/1 |
| ja   | Datei hochladen | Figurenbildstock hl. Franz Xaver HERIS-ID: 69901 Objekt-ID: 82996                  | bei Am Kirchplatz 1 Standort KG: St. Veit am Vogau                   | Der Figurenbildstock des hl. Franz Xaver nahe dem südwestlichen Ortsrand stammt aus der 2. Hälfte des 18. Jahrhunderts. | BDA-Hist.: Q38123423 Status: § 2a Stand der BDA-Liste: 2025-06-30 Name: Figurenbildstock hl. Franz Xaver GstNr.: 1718/2                                                                                        |
| ja   | Datei hochladen | Figurenbildstock hl. Johannes Nepomuk HERIS-ID: 69903 Objekt-ID: 82998             | bei Am Kirchenplatz 1 Standort KG: St. Veit am Vogau                 | Der Figurenbildstock des hl. Johannes Nepomuk nahe dem südwestlichen Ortsrand stammt aus der 2. Hälfte des 18. Jahrhunderts. | BDA-Hist.: Q38123433 Status: § 2a Stand der BDA-Liste: 2025-06-30 Name: Figurenbildstock hl. Johannes Nepomuk GstNr.: 1718/3                                                                                   |
| ja   | Datei hochladen | Figurenbildstöcke 2 Engel HERIS-ID: 69906 Objekt-ID: 83001                         | bei Am Kirchplatz 3 Standort KG: St. Veit am Vogau                   | | BDA-Hist.: Q38123462 Status: § 2a Stand der BDA-Liste: 2025-06-30 Name: Figurenbildstöcke 2 Engel GstNr.: .97 Sankt Veit am Vogau 2 Engel                                                                      |
| ja   | Datei hochladen | Figurenbildstock HERIS-ID: 69908 Objekt-ID: 83003                                  | Am Kirchplatz 5 Standort KG: St. Veit am Vogau                       | | BDA-Hist.: Q38123469 Status: § 2a Stand der BDA-Liste: 2025-06-30 Name: Figurenbildstock GstNr.: .94/1 Kruzifix St. Veit am Vogau                                                                              |
| ja   | Datei hochladen | Fundstelle der Römerzeit HERIS-ID: 85688 Objekt-ID: 99904                          | Am Kirchplatz 5 Standort KG: St. Veit am Vogau                       | | BDA-Hist.: Q38185656 Status: § 2a Stand der BDA-Liste: 2025-06-30 Name: Fundstelle der Römerzeit GstNr.: .94/1, 5/1                                                                                            |
| ja   | Datei hochladen | Pfarrhof HERIS-ID: 51885 Objekt-ID: 57700                                          | Am Kirchplatz 5 Standort KG: St. Veit am Vogau                       | Der Pfarrhof mit gemauertem Gang zur Kirche ist ein stattliches Barockgebäude aus dem Jahr 1770. | BDA-Hist.: Q38048043 Status: § 2a Stand der BDA-Liste: 2025-06-30 Name: Pfarrhof GstNr.: .94/1 Pfarrhof Sankt Veit am Vogau                                                                                    |
| ja   | Datei hochladen | Kath. Pfarrkirche hl. Veit HERIS-ID: 51886 Objekt-ID: 57701                        | bei Am Kirchplatz 5 Standort KG: St. Veit am Vogau                   | Die nach Norden ausgerichtete Pfarrkirche wurde 1748–1768 von Josef Hueber erbaut und ist der größte spätbarocke Kirchenbau in der südöstlichen Steiermark. An das dreijochige platzlgewölbte Langhaus schließt der eingezogene einjochige Chor an. Die breit angelegte Südfassade weist zwei Flankentürme auf. Die vorzügliche spätbarocke Einrichtung umfasst zahlreiche plastische Arbeiten aus dem Frühwerk von Veit Königer. Die große Orgel (21 Register) aus dem Jahr 1689 stammt von Christoph Egedacher. | BDA-Hist.: Q38048046 Status: § 2a Stand der BDA-Liste: 2025-06-30 Name: Kath. Pfarrkirche hl. Veit GstNr.: .97 Church of Saint Vitus (St. Veit am Vogau)                                                       |
| ja   | Datei hochladen | Pest- /Dreifaltigkeitssäule HERIS-ID: 69857 Objekt-ID: 82948                       | bei Am Kirchplatz 6 Standort KG: St. Veit am Vogau                   | Anmerkung: Objektposition unklar, an der Kreuzung Am Kirchplatz / Schulstraße / Lindenstraße nach Google street view nicht mehr vorhanden. | BDA-Hist.: Q38123251 Status: § 2a Stand der BDA-Liste: 2025-06-30 Name: Pest- /Dreifaltigkeitssäule GstNr.: 1718/1                                                                                             |
| ja   | Datei hochladen | Glockenturm HERIS-ID: 69929 Objekt-ID: 83024                                       | bei Wagendorferstraße 70 Standort KG: St. Veit am Vogau              | | BDA-Hist.: Q38123542 Status: § 2a Stand der BDA-Liste: 2025-06-30 Name: Glockenturm GstNr.: 1716/3 Glockenturm Sankt Veit am Vogau                                                                             |
| ja   | Datei hochladen | Ortskapelle HERIS-ID: 9468 Objekt-ID: 5442                                         | Seibersdorf bei St. Veit Standort KG: Seibersdorf bei St. Veit       | | BDA-Hist.: Q38037371 Status: § 2a Stand der BDA-Liste: 2025-06-30 Name: Ortskapelle GstNr.: .73 |
| BW   | Datei hochladen | Hügelgräber Fuchskogeln HERIS-ID: 11914 Objekt-ID: 8038                            | Fuchskogeln Standort KG: Seibersdorf bei St. Veit                    | | BDA-Hist.: Q38116616 Status: Bescheid Stand der BDA-Liste: 2025-06-30 Name: Hügelgräber Fuchskogeln GstNr.: 1073/112, 1073/113, 1073/114, 1073/115, 1073/116, 1073/119, 1073/120, 1073/123, 1073/124, 1073/127 |
| ja   | Datei hochladen | Hügelgräberfeld Hartl HERIS-ID: 56400 Objekt-ID: 65823                             | Hartl Standort KG: Seibersdorf bei St. Veit                          | Das südwestlich des Dorfes gelegene römerzeitliche Gräberfeld umfasst 25–30 Grabhügel. | BDA-Hist.: Q38071983 Status: Bescheid Stand der BDA-Liste: 2025-06-30 Name: Hügelgräberfeld Hartl GstNr.: 219, 215/1, 216                                                                                      |
| ja   | Datei hochladen | Anlage Schloss Weinburg HERIS-ID: 8501 Objekt-ID: 4455seit 2016                    | Weinburg am Saßbach 35 Standort KG: Weinburg                         | Das geht auf eine Ende des 12. Jahrhunderts erwähnte Wehranlage zurück, die nach 1576 unter Erzherzog Karl II. von dessen Hofbaumeister Andrea Bertoletti zu einem Renaissance-Schloss umgebaut wurde. Der zweigeschoßige fünfeckige Bau liegt landschaftsdominierend auf einer Anhöhe. An den Ecken befinden sich Türme, die die einstige Wehrhaftigkeit bezeugen, der Bergfried wurde abgerissen, ist aber bei der Einfahrt als Überrest noch sichtbar. Überragt wird das Schloss nunmehr vom um 1700 entstandenen Kapellenturm. Die Torhalle weist vier Kreuzgewölbe auf, die von einem achteckigen Mittelpfeiler ausgehen. Die Arkaden mit toskanischen Säulen um den fünfeckigen Innenhof stammen aus der Zeit um 1590. | BDA-Hist.: Q2244026 Status: Bescheid Stand der BDA-Liste: 2025-06-30 Name: Anlage Schloss Weinburg GstNr.: .54, 1276/2, .50, .53 Schloss Weinburg am Saßbach                                                   |
| ja   | Datei hochladen | Mariensäule HERIS-ID: 9536 Objekt-ID: 5511                                         | bei Weinburg am Saßbach 56 Standort KG: Weinburg                     | | BDA-Hist.: Q38039160 Status: § 2a Stand der BDA-Liste: 2025-06-30 Name: Mariensäule GstNr.: 1372/1 |
| BW   | Datei hochladen | Haus Lackner HERIS-ID: 256861seit 2025                                             | Weinburg am Saßbach 95 Standort KG: Weinburg                         | | BDA-Hist.: Q135167789 Status: Bescheid Stand der BDA-Liste: 2025-06-30 Name: Haus Lackner GstNr.: 1089/13 |